# Divadlo 29
Divadlo 29 je zastřešující název pro prostory a aktivity organizované v budově č. p. 29 v ulici Sv. Anežky České v historickém centru Pardubic, kde působí od roku 2002. Jako organizace je Divadlo 29 programově a organizačně nezávislé kulturní zařízení, spadající pod městskou příspěvkovou organizaci Kulturní centrum Pardubice.

## Aktivity
Divadlo 29 se profiluje se jako multižánrové kulturní centrum, jehož posláním je uvádění a podpora současného nemainstreamového umění napříč žánry.
Prostřednictvím jednotlivých programů a projektů Divadla 29 se obyvatelé města a celého regionu mohou pravidelně setkávat s projevy současného či živého umění v co možná nejširším spektru prakticky všech druhů soudobého uměleckého vyjádření. Součástí aktivit Divadla 29 je i produkční podpora a spolupráce na vzniku nových uměleckých děl, vytváření prostoru pro komunikaci, setkávání a navazování kulturních kontaktů a vazeb v rámci regionu i mimo něj a podpora nejrůznějších kulturně-komunitních aktivit.
Vedle celoročních programových cyklů je Divadlo 29 pořadatelem či spolupořadatelem několika kulturních akcí celorepublikového významu (filmový festival Jeden svět, festival tanečního divadla Tanec Praha, Týden pro duševní zdraví, multižánrový festival Ostrovy/Islands.

## Charakteristika činnosti Divadla 29
- mapování, kontinuální uvádění a podpora současného nekomerčního umění na místní, regionální, celostátní i mezinárodní úrovni
- podpora vzniku nových uměleckých děl a projektů formou rezidenčních pobytů pro umělce.
- podpora a rozvoj kulturně-komunitních aktivit v rámci města a regionu.

## Projekty

### Cizinci v Čechách
Projekt Cizinci v Čechách realizuje Divadlo 29 od roku 2002. Cílem tohoto multižánrového projektu je soustavnější prezentace, mapování a podpora nekomerční tvorby v Čechách trvale či přechodně žijících umělců – příslušníků jiných národností. Projekt Cizinci v Čechách chce veřejnosti nabízet ucelenější pohled na působení této početné skupiny umělců a upozorňovat tak na výjimečné kvality jejich uměleckého přínosu pro domácí kulturní scénu. Důraz je kladen na moment dlouhodobé tvůrčí spolupráce těchto umělců s českými tvůrci a naopak. V neposlední řadě projekt poukazuje na multikulturalitu jako na fenomén, který se stává součástí (nejen) české kultury a společnosti.

### Jazzconnexion

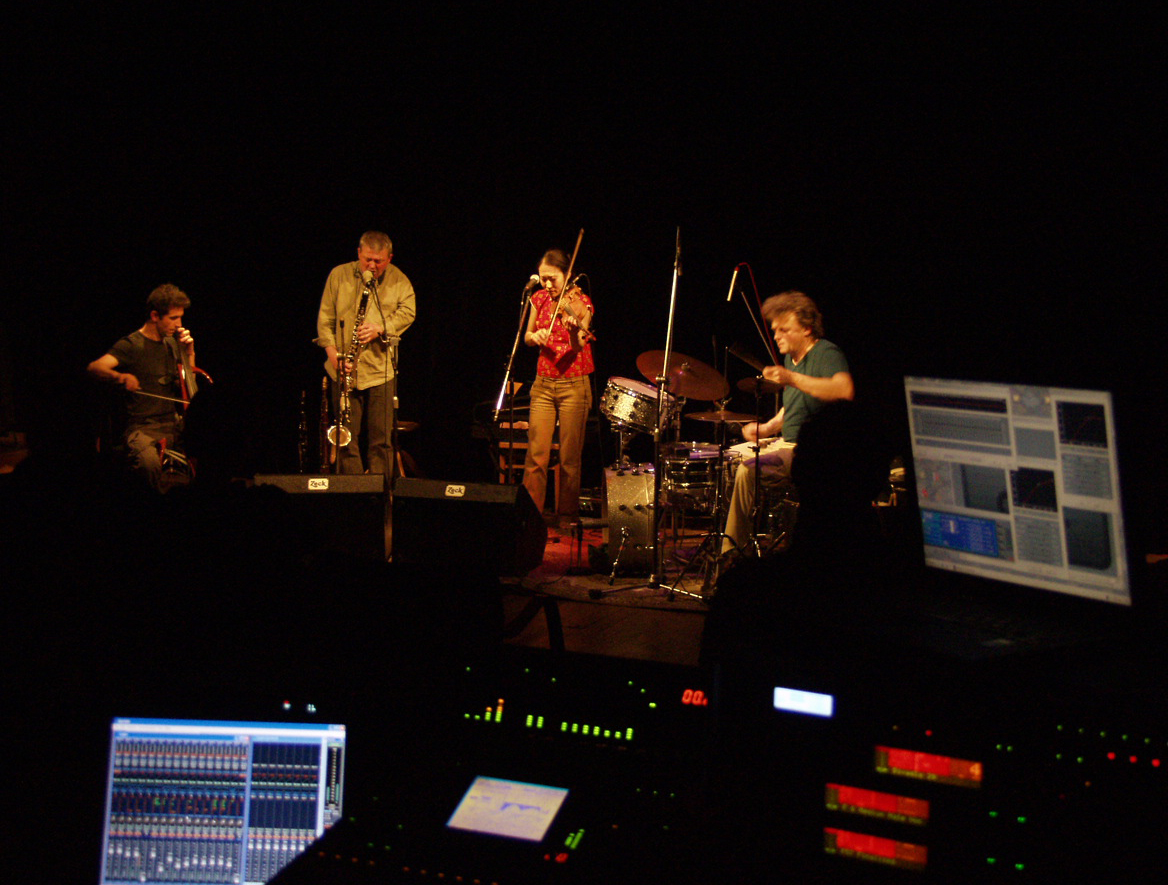
Koncert francouzské skupiny Volapük v sále Divadla 29.

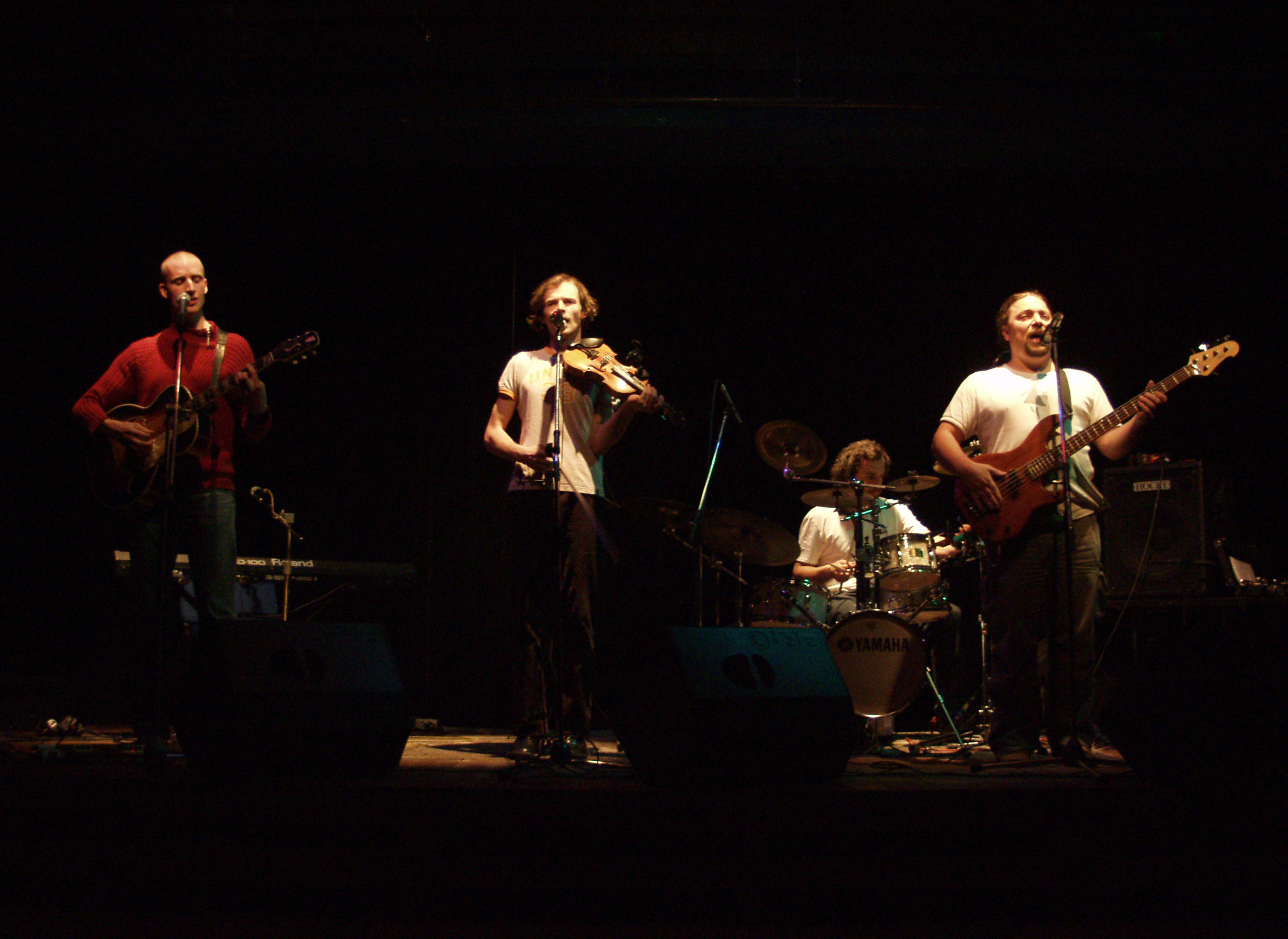
Koncert skupiny Hm... v sále Divadla 29.

Hudební projekt Jazzconnexion vznikl v roce 2004. Jeho vznik byl motivován absencí pravidelného uvádění současné jazzové hudby nejen v Pardubicích, ale v celém regionu Východních Čech. Dramaturgie projektu Jazzconnexion usiluje o prezentování co možná nejpestřejšího spektra jazzové hudby v jejích mnoha tvářích a podobách. Blíže lze projekt žánrově vymezit styly od moderního jazzu, freejazzu a jazzové improvizace, přes jazz s prvky folku až po experimentální pojetí jazzu a jeho kombinací s elektronickou hudbou a s prvky moderní vážné hudby. Projekt prezentuje pouze soudobou autorskou tvorbu. Ambicí projektu je také zprostředkovávání kontaktů se zahraničím děním na poli jazzové hudby a pořádání koncertů hudebníků a skupin z evropských i mimoevropských zemí.

### Ostrovy v pohybu
Projekt Ostrovy v pohybu vznikl v roce 2003 (do roku 2005 byl uváděn pod názvem Ostrovy neklidu). Jeho základním cílem je vytváření silného regionálního centra pro prezentaci a vznik projektů současného divadla a tance s čímž souvisí i snaha o vytváření otevřeného tvůrčího prostoru. V rámci projektu je každoročně uváděno cca 25-30 představení z oblasti tzv. nezávislého divadla a tance. Nedílnou součástí projektu jsou rezidenční pobyty, v rámci kterých vznikají nová představení divadelních i tanečních, tuzemských i zahraničních skupin či jednotlivců. Studio 29, které je rovněž součástí projektu, se snaží dávat prostor lokálním divadelním a tanečním aktivitám, snaží se pomáhat se vznikem a uváděním projektů mladých tvůrců. Projekt realizuje o.s. Terra Madoda ve spolupráci s Divadlem 29 (technické zajištění projektu, pronájem sálu, atd).

### Electroconnexion
Multižánrový projekt Electroconnexion realizuje Divadlo 29 od roku 2005. Cílem projektu je představovat aktuální možnosti tvůrčího využití digitálních médií a technologií v co nejširším spektru uměleckých a kulturních aktivit. Kromě počítačového umění samého klade důraz i na nejrůznější formy a tendence vzájemné interakce člověka a techniky v digitální době. Snahou projektu je představit publiku kromě českých i zahraniční tvůrce a přinést tak nové pohledy, názory, poznatky a kontakty z této oblasti. V neposlední řadě je ambicí projektu zvýšení zájmu o elektronickou kulturu a technologie a jejich využití na domácí umělecké scéně, podpora teoretické reflexe a diskuse o současném digitálním umění.

### Etnoconnexion - tradice v pohybu
Projekt Etnoconnexion s podtitulem „tradice v pohybu“ usiluje o prezentaci hudebníků a skupin, pro jejichž tvorbu je zásadní inspirace původní lidovou či etnickou hudbou . V rámci projektu hodláme uvádět jak interprety, kteří přímo navazují na odkaz lidové hudby a jsou nositeli a pokračovateli tradiční hudební kultury různých národnostních a geografických oblastí, tak především umělce,

## Prostory
Aktivity Divadla 29 se odehrávají ve třech programově specifických prostorech:

### Sál Divadla 29
Multifunkční divadelní sál, ve kterém se realizuje většina projektů Divadla 29. Sál Divadla 29 je interdisciplinární scénou, jejíž dramaturgie se orientuje na aktuální projevy současného umění z oblasti hudby, divadla, tance, filmového umění a nových médií s preferováním tzv. alternativního, experimentálního či nemainstreamového umění. Vedle koncertů, divadelních a tanečních představení je dějištěm několika festivalů, filmových projekcí a seminářů.

### Klub 29
Klub 29 je rozšiřujícím programem a prostorem Divadla 29, který funguje jako kavárna, bar, galerie a druhá scéna Divadla 29. V Klubu 29 probíhají výstavy, komorní koncerty a představení, filmové projekce, autorská čtení, přednášky, semináře a doprovodné akce programu Divadla 29. V Klubu 29 se nachází počítač s volně přístupným internetem a mediatékou Divadla 29.

### Studio 29
Prostor bývalé kanceláře, který slouží rozvojovým aktivitám Divadla 29 a jeho partnerských subjektů. Je využíván jako divadelní zkušebna a zázemí pro účastníky rezidenčních pobytů, jako centrála skupiny dobrovolníků a prostor pro pořádání seminářů a tvůrčích dílen.

## Program / rezidence
Od roku 2002 vystoupili v Divadle 29 mj. Evan Parker, Matt Darriau, Mitchell Akiyama, Jaap Blonk & Braaxtaal, Masha Qrella, Tujiko Noriko, George Haslam, Hans Appelqvist, Nik Bärtsch & Ronin, Degeneate Art Ensemble, Dictaphone, Kammerflimmer Kollektief, Palinckx, Amute, Toshimaru Nakamura, Volapük, Yuri Lemeshev & Pamelia Kurstin, Michel Donda + Le Quan Ninh, The Scorch Trio, Desastro Totale, Trevor Watts & Jamie Harris, Arden.
V Divadle 29 vznikla v rámci rezidenčních pobytů mj. představení divadelní skupiny Nanohach, Divadla DNO nebo trojice Komárek - Dobeš - Varatanian.